# Мозырь (аэропорт)
Мозырский аэропорт — бывший аэропорт в Гомельской области Белоруссии. Располагался в д. Великий Боков, что в 8 километрах от города Мозырь. Ныне база авиация МЧС.
Начал свою гражданскую работу в 1930-е годы.
В 1932 год вошёл в первую белорусскую транспортную авиалинию «Минск — Глуск — Паричи — Мозырь» (курсировали 3 самолёта ПО-2, преимущественно возили почту), а в 1934 году вошёл в одну из четырёх местных пассажирских воздушных линий.
В годы Великой Отечественной войны аэропорт был полностью разрушен гитлеровцами.
В 1960-х годах в связи с развитием города аэропорт восстановили, на 1967 год в аэропорту было одно звено, несколько самолетов — Як-12 и Ан-2, небольшой коллектив пилотов.

Деревянное аккуратное здание аэровокзала, неширокая взлетно-посадочная полоса, мастерская, командно-диспетчерский пункт. А вокруг мощной стеной высится лес. Когда маленькие «яки» идут на посадку, то кажется, будто они соскальзывают с верхушек темного леса. ... Вскоре новый аэровокзал соорудим — легкое здание из бетона и стекла. Вон там, видите, новый командно-диспетчерский пункт. Очень большой наплыв пассажиров. В Полесье нашли нефть, и наш Мозырь станет городом нефтяников.— журнал «Гражданская авиация», 1967 год
25 апреля 1967 года мозырский аэропорт освоил новую линию «Мозырь — Москва».
Из Мозырского аэропорта регулярно выполнялись рейсы:
1. Минск — Гомель — Мозырь. Изначально на самолетах Ли-2, позже — Ан-24 и Як-40. Производился с 40-х по 1992 год, ежедневно.
2. Минск — Мозырь — Киев. Самолеты Ан-24, когда не хватало места — летел дополнительно Ан-2.
3. Мозырь — Москва — Мозырь. Самолеты Як-40. Производился с 1975 по 1985 год, несколько раз в неделю.
4. Мозырь — Наровля — Хойники — Гомель. Самолеты Ан-2. Производился ежедневно. Цена билета — 4 рубля.

1 июля 1989 года в г. Мозырь был открыт авиаспортсклуб ДОСААФ.
После распада СССР деятельность аэропорта была прекращена, последний пассажирский рейс из Мозырского аэропорта вылетел в 1992 году.
В 2007 и 2015 году рассматривалось возобновление работы малой авиации в Мозырском аэропорту.
В настоящее время в аэропорту базируется авиация МЧС и Лесхоза, проводятся слёты автоклубов.
В феврале-марте 2022 года использовался в начале вторжения России в Украину.